# Karl III. (Alençon)
Karl III. von Alençon (Charles de Valois) (* um 1337; † 5. Juli 1375 auf Burg Pierre Scize bei Lyon) war Graf von Alençon und ab 1365 Erzbischof von Lyon.
Karl war der älteste Sohn von Karl II., Graf von Alençon und Le Perche und der Maria von Kastilien, Tochter von Ferdinand II. de la Cerda. Er war ab 1344 Herr von Domfront und folgte 1346 seinem in der Schlacht von Crécy gefallenen Vater als Graf von Alençon. Karl trat 1358 in den Dominikanerorden ein und wurde 1365 Erzbischof von Lyon. In Alençon folgte ihm sein jüngerer Bruder Peter. Als Erzbischof verteidigte er seine Ansprüche auf die Jurisdiktion in Lyon gegen den französischen König und die Stadt Lyon.